# 西屋敷駅
西屋敷駅（にしやしきえき）は、大分県宇佐市大字西屋敷字宮ノ浦にある、九州旅客鉄道（JR九州）日豊本線の駅である。

## 歴史
- 1926年（大正15年）9月1日：西屋敷信号場として鉄道省が開設[2]。
- 1947年（昭和22年）3月1日：西屋敷駅として旅客営業取扱開始[1]。
- 1966年（昭和41年）7月20日：日豊本線宇佐駅 - 当駅間複線化が完成[3]。
- 1966年（昭和41年）9月28日：日豊本線当駅 - 立石駅間複線化が完成[3]。
- 1967年（昭和42年）4月1日：日豊本線小倉駅 - 幸崎駅間電化開通[4]。
- 1970年（昭和45年）10月1日：荷物扱い廃止[5][6]。無人駅となる[7]。
- 1987年（昭和62年）4月1日：国鉄分割民営化に伴い、九州旅客鉄道（JR九州）の駅となる[8]。
- 2012年（平成24年）12月1日：ICカード「SUGOCA」の利用が可能となる[9]。

## 駅構造
単式ホーム2面2線を有する地上駅である。下り線は上り線よりもやや高い位置に敷設されており、2本のホームの間はやや離れている。また、上下線共、ホームは下り方向に向かって右側に設けられている。
1番のりばから2番のりばに行く際は、駅から少し離れた場所にある地下道を通っていく。また、無人駅で、ホームと地下道及び待合所のみ存在し駅舎はない。
ICカードSUGOCAは出入場のみ対応し、当駅でチャージや購入は出来ない。

### のりば
| のりば | 路線      | 方向 | 行先           |
| ------ | --------- | ---- | -------------- |
| 1      | ■日豊本線 | 上り | 中津・小倉方面 |
| 2      | ■日豊本線 | 下り | 別府・大分方面 |

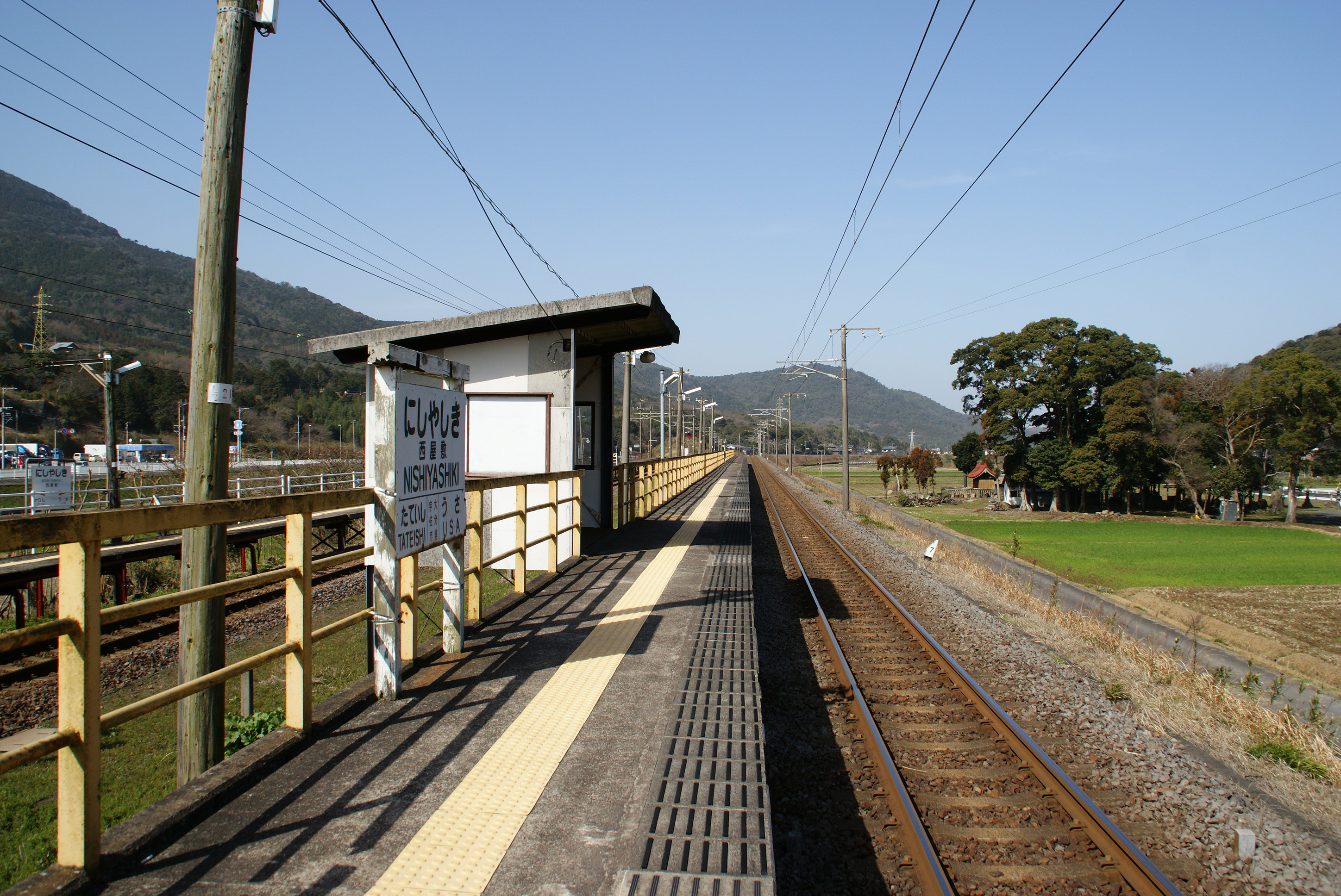
下り線ホーム（2009年2月）
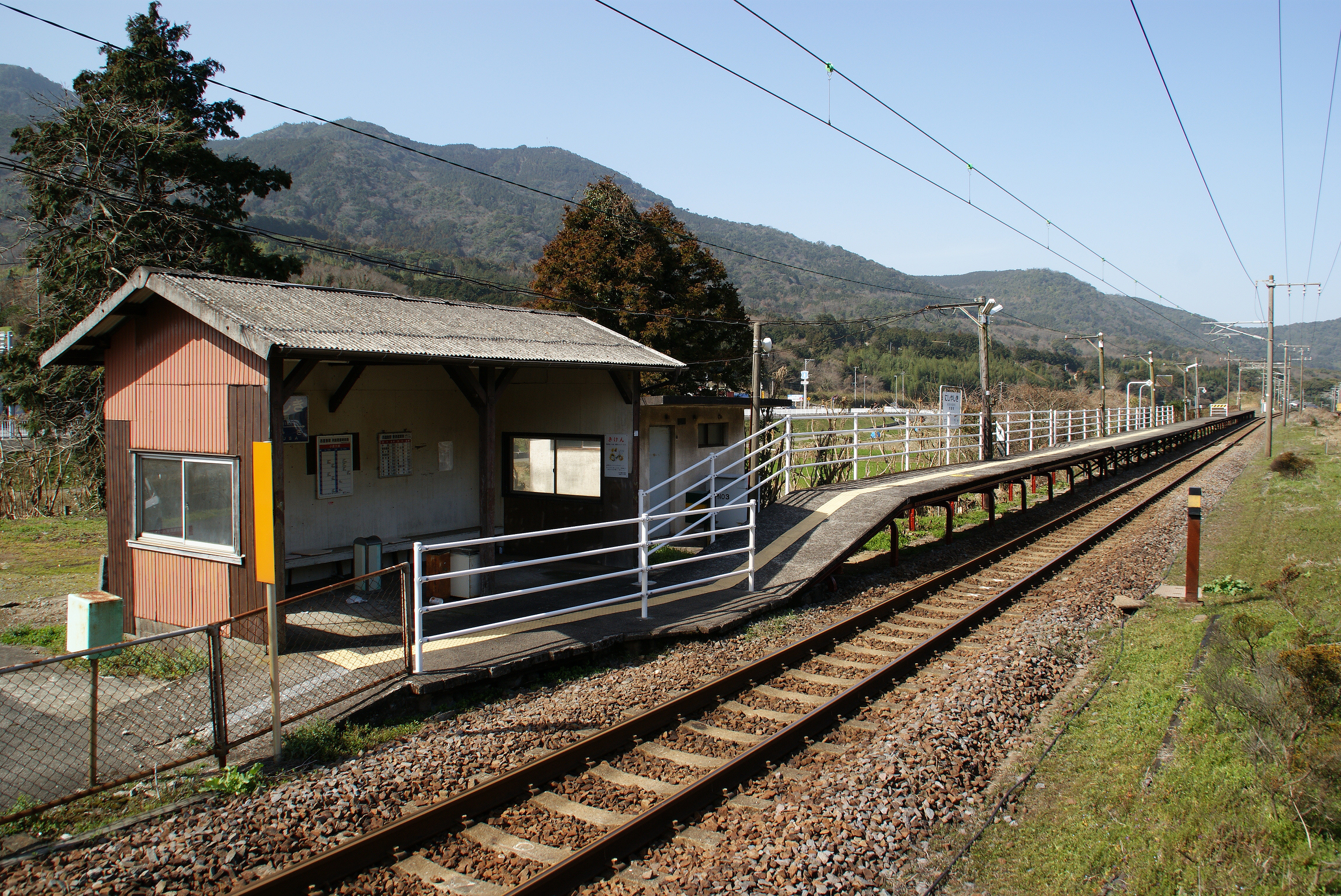
上り線ホーム（2009年2月）

## 利用状況
1965年（昭和40年）度には乗車人員が53,580人（定期外:11,142人、定期:42,438人）、降車人員が52,767人で、手荷物（発送:127個、到着:28個）や小荷物（発送:2,120個、到着:292個）も取り扱っていた。
2015年（平成27年）度の乗車人員は4,713人（定期外:2,243人、定期:2,470人）、降車人員は5,704人である。
※1日平均乗車人員の数値は各年度版「大分県統計年鑑」による年間乗車人員の値を各年度の日数で割った値。
| 年度               | 年間 乗車人員 | 定期外 乗車人員 | 定期 乗車人員 | 一日平均 乗車人員* | 年間 降車人員 | 出典              |
| ------------------ | ------------- | --------------- | ------------- | ------------------ | ------------- | ----------------- |
| 1965年（昭和40年） | 53,580        | 11,142          | 42,438        | -                  | 52,767        | [ 11 ]            |
| -                  | -             | -               | -             | -                  | -             | -                 |
| 1990年（平成2年）  | 8,797         | 973             | 7,824         | -                  | 9,014         | [ 13 ]            |
| 1991年（平成3年）  | 9,735         | 2,656           | 7,079         | -                  | 9,259         | [ 14 ]            |
| 1992年（平成4年）  | 10,167        | 2,507           | 7,660         | -                  | 10,753        | [ 15 ]            |
| 1993年（平成5年）  | 11,302        | 2,480           | 8,822         | -                  | 12,107        | [ 16 ]            |
| 1994年（平成6年）  | 12,353        | 2,985           | 9,368         | -                  | 12,941        | [ 17 ]            |
| 1995年（平成7年）  | 11,387        | 2,700           | 8,687         | -                  | 12,138        | [ 18 ]            |
| 1996年（平成8年）  | 8,388         | 2,606           | 5,782         | -                  | 9,047         | [ 19 ]            |
| 1997年（平成9年）  | 7,654         | 2,564           | 5,090         | -                  | 8,111         | [ 20 ]            |
| 1998年（平成10年） | 7,040         | 2,662           | 4,378         | -                  | 7,348         | [ 21 ]            |
| 1999年（平成11年） | 4,255         | 1,906           | 2,349         | -                  | 5,104         | [ 22 ]            |
| 2000年（平成12年） | 6,707         | 3,935           | 2,772         | 18                 | 7,741         | [ 23 ]            |
| 2001年（平成13年） | 5,484         | 3,355           | 2,129         | 15                 | 6,521         | [ 24 ]            |
| 2002年（平成14年） | 5,023         | 2,952           | 2,071         | 14                 | 6,170         | [ 25 ]            |
| 2003年（平成15年） | 5,254         | 2,663           | 2,591         | 14                 | 6,436         | [ 26 ]            |
| 2004年（平成16年） | 5,724         | 2,744           | 2,980         | 16                 | 6,666         | [ 27 ]            |
| 2005年（平成17年） | 6,062         | 2,474           | 3,588         | 17                 | 7,080         | [ 28 ]            |
| 2006年（平成18年） | 4,545         | 924             | 3,621         | 13                 | 5,395         | [ 29 ]            |
| 2007年（平成19年） | 6,000         | 1,153           | 4,847         | 16                 | 6,011         | [ 30 ]            |
| 2008年（平成20年） | 8,082         | 1,095           | 6,987         | 22                 | 8,267         | [ 31 ]            |
| 2009年（平成21年） | 6,532         | 922             | 5,610         | 18                 | 6,872         | [ 32 ] [ 注釈 1 ] |
| 2010年（平成22年） | 5,256         | 991             | 4,265         | 14                 | 5,569         | [ 34 ] [ 注釈 1 ] |
| 2011年（平成23年） | 5,224         | 1,016           | 4,208         | 14                 | 5,633         | [ 35 ] [ 注釈 1 ] |
| 2012年（平成24年） | 4,397         | 1,022           | 3,375         | 12                 | 4,512         | [ 36 ] [ 注釈 1 ] |
| 2013年（平成25年） | 4,180         | 1,896           | 2,284         | 11                 | 4,791         | [ 37 ] [ 注釈 1 ] |
| 2014年（平成26年） | 4,851         | 2,323           | 2,528         | 13                 | 5,623         | [ 38 ] [ 注釈 1 ] |
| 2015年（平成27年） | 4,713         | 2,243           | 2,470         | 13                 | 5,704         | [ 12 ] [ 注釈 1 ] |

- * 一日平均乗車人員は年間乗車人員の値を各年度の日数で割った値。

## 駅周辺
駅の裏手を国道10号が通っている。駅周辺は田畑とわずかな民家があるのみで、大きな集落はない。当駅から下り側約700 mの場所で上下線が分かれており、立石駅で再び収束する。大分・宮崎方面の下り線には延長3,640 mの新立石トンネルがある。
駅周辺は宇佐市と杵築市の市境であり、西屋敷駅側は宇佐市で、道を挟んだ反対側は杵築市である。そのため、中央を通る国道10号が市境を示しているといえる。
また、当駅と宇佐駅の間は当駅寄り約3分の2の区間は日豊本線内で唯一、下り線が上り線より一段高い位置にあり、15パーミルの勾配区間（下り列車は上り勾配、上り列車は下り勾配）である。
- 西屋敷簡易郵便局
- 華蔵寺

## 隣の駅
九州旅客鉄道（JR九州）
■日豊本線
宇佐駅 - 西屋敷駅 - 立石駅